# Космос 605
Космос 605 или Бион 1 е сателит от програмата Бион. Носел е дузина плъхове, шест кутии костенурки, гъби, четири бръмбара и живи бактериални спори. Осигурява данни за реакцията на бозайници, влечуги, насекоми, плесени и бактериални форми в условия на продължителна безтегловност. Датата на изстрелване е 31 октомври 1973 в 18:25:00 UTC. Маса-5500 кг. Изстрелян от космодрума Плесецк, СССР. Ракета-носител: Модифицирана SS-6 с втора удължена горна част.